# Андронова (деревня)
Андронова — деревня в Слободо-Туринском районе Свердловской области. Входит в состав Сладковского сельского поселения.

## История
В «Списке населённых мест Российской империи» 1871 года Андронова упомянута как казённая деревня Туринского округа Тобольской губернии, при реке Туре, расположенная в 57 верстах от окружного центра города Туринска. В деревне насчитывалось 128 дворов и проживало 687 человек (317 мужчин и 370 женщин). Функционировали православная часовня и запасный хлебный магазин.

В 1897 году в деревне открылся деревянный однопрестольный храм, освящённый во имя святителя Василия Великого. Васильевская церковь была закрыта в 1930 году, до настоящего времени не сохранилась (была снесена).

## География
Деревня Андронова находится в юго-восточной части области, на расстоянии 14 километров к северо-северо-западу от села Туринская Слобода, на правобережной надпойменной террасе реки Туры.
Абсолютная высота — 66 метров над уровнем моря.

## Население
| 2002 | 2010 | 2021 |
| ---- | ---- | ---- |
| 306  | ↘238 | ↘166 |

Согласно результатам переписи 2002 года, в деревне Андроновой проживало 306 человек, все русские.

## Улицы
В деревне Андроновой 5 улиц: Береговая, Запольная, Молодёжная, Новая и Центральная.

## Транспорт
В одном километре к западу от деревни проходит автодорога Туринская Слобода — Туринск.